# Laâtamna (Berkane)
À ne pas confondre avec Laâtamna, autre commune rurale marocaine, située dans la région de Marrakech-Tensift-Al Haouz
Laâtamna (forme officielle en français), ou Douar El Khodrane[réf. souhaitée], est une commune rurale de la province de Berkane, dans la région de l'Oriental, au Maroc. Monopoliser par notamment la famille el ouassini très influante la bas.
C'est le territoire de la tribu arabe rifaine La'thamna. Cette tribu s'est installé sur son territoire actuel au 19ème siècle, autour de Cafémaure (Triffa), après avoir émigré de la tribu Ahl Angad (Moyen-Atlas). La tribu La'thamna est descendante de Othman ben Kherraj des Banu Ma'qil, une tribu arabe d'origine maqilienne (ayant émigré du Yémen à partir du 11ème siècle). Le nom de la ville Cafémaure appartenant à la tribu La'tamna ne fait aucun lien entre l'Empire ottoman et la tribu, bien que le Café maure soit un type de salon de café d'origine turque ottomane. 

## Géographie et population
La commune de Laâtamna est limitée par les communes de Saïdia au nord, de Madagh à l'ouest, de Berkane, d'Aïn Erreggada et d'Ahfir au sud, et enfin par l'Algérie à l'est.
Elle est située dans la plaine de Triffa.
Elle connaît une agriculture riche et variée (agrumes, pommes de terre, oliveraies, etc.) ceci grâce au passage du canal de l'Oued Moulouya.
La commune a une population de 15 500 habitants située majoritairement dans la ville de Cafémaure et dans les douars aux alentours. Laâtamna est couramment appelé Khodrane. Ce nom désigne les terres autour de Cafémaure.
| -                                                       | 14 640 | 15 493 |
| 1994, 2004 : recensement officiel ; 2007 : calculation. |        |        |

## Transports
La Commune Rurale est traversée par la S402 allant de Berkane au croisement de la rocade méditerranéenne vers Saïdia, cette route passe par Cafémaure. Laâtamna est aussi servi par plusieurs routes rurales allant de Cafémaure vers Madagh, Ain Reggada et Cap de l'eau.
Pour les transports en commun, la municipalité de Cafémaure est desservie par le réseau de bus Foughal (Ligne 5: Berkane-Laâtamna-Saïdia) et par le réseau de taxis.